# Cautleya petiolata
Cautleya petiolata là một loài thực vật có hoa trong họ Gừng. Loài này được Baker mô tả khoa học đầu tiên năm 1890.